# كزوارينة حلقية
كزوارينة حلقية (الاسم العلمي:Casuarina teres) هي نوع من النباتات تتبع جنس الكزوارينة من الفصيلة الكزوارينية.